# Glowinthedark
 (mai 2011).
Si vous disposez d'ouvrages ou d'articles de référence ou si vous connaissez des sites web de qualité traitant du thème abordé ici, merci de compléter l'article en donnant les références utiles à sa vérifiabilité et en les liant à la section « Notes et références ».
Glowinthedark est un duo néerlandais d'electro house, constitué d'Albert Harvey et de Kevin Ramos. Albert a grandi avec la musique gospel, soul et folklorique de son pays d'origine, le Suriname, et Kevin était habitué aux divers genres musicaux, car son père fut un artiste latin connu et sa mère une chanteuse de funky soul.
Avec leur amitié comme base solide et leur intérêt mutuel dans la musique, la mode et l'art, ils ont décidé de créer le groupe Glowinthedark. Ils débutèrent à La Haye. Albert et Kevin produisent un son cross-over entre la musique pop et électronique, inspiré par les groupes Daft Punk, N.E.R.D et Coldplay.
Ils ont participé à divers événements mondiaux, tels le Dirty Dutch Event, l'Ultra Music Festival, le  Mysteryland, la Story Miami, le Pacha Brazil, le Ministry of Sound London , le Tomorrowland et l'Amsterdam Dance Event, avant de devenir résidents au Blue Marlin d'Ibiza.
Parmi leurs collaborations les plus remarquées, le titre Electro Dude, produit avec Chuckie, et le single Ain't a Party, avec David Guetta deviennent mondiaux.

## Discographie

### Singles

#### 2011
- Jump
- Can't Control Myself
- WOJO
- FUX (feat. Willy Monfret)
- Maskara

#### 2012
- Electro Dude (feat. Chuckie)
- Plyometric
- Lights out

#### 2013
- Say Whoo!
- Ain't A Party (feat. David Guetta)
- NRG (feat. Chuckie)

#### 2014
- What You Do (Original Mix) (feat. Ben Saunders)
- Charged (feat. Alvaro)
- MUG (feat. Danny Howard & T3nbears)

#### 2015
- Get Over You (feat. ADAM)
- Clap Your Hands (w/ David Guetta)

## Smash Up
- Chris Brown & Benny Benassi - Beautiful People[1]
- Rihanna - Man Down[2]
- DBN vs. Michael Woods[3]
- Birthday Cake[4]
- Good Feelings[5]

### Pack 10/12
- Rihanna vs. Chocolate Puma - We Love It
- Nero vs Kanye vs. RL Grime & Salva - Me and Mercy
- The Mamas and the Papas, Savoy vs. Bingo Players - L'amour le California
- Umek vs. Sweaty Shirts, Tony Romera & Bartosz - Next Gum
- Oasis vs. Deniz Koyu vs. Axwell - Bong Found's a Wonderwall
- Nilson vs. Coldplay & FLG - The 8th Paradise
- Les Rythmes Digitales & Switch vs. Contiez Zoolanda - More Jaques
- KC and the Sunshine Band vs. Kivi'n Kava vs. Myers - Muzzaik Way
- Ne-yo vs. Flashmob - Need Sexy Love

### Pack Smash up Ibiza Session 06/13
- 01 - Bad Guy At Home
- 03 - Stiff Rad
- 06 - Respek di Woman
- 07 - Tremor Superlove
- 08 - I Could Be You're Togi
- 09 - Dong My Mind
- 10 - Generation Cannonball
- 11 - Iron Animal
- 12 - Make The Crowd Scream & Shout
- 13 - P*O*R*A*D
- 15 - Need 100 Panic Drums
- 16 - Stay At Work
- 17 - New York Blood
- 18 - House Of Thunderclaps
- 19 - Exterminate 200 Grams
- 20 - Jiggy Turbosteppa